# 教育図書二十一
株式会社教育図書二十一（きょういくとしょにじゅういち）は、東京都豊島区に本社を置く企業。

## 沿革
- 1998年（平成10年）11月-有限会社教育図書二十一を設立。
- 2004年（平成16年）4月-「小学受験統一模試」を開始。
- 2022年（令和4年）8月-オンライン教育サービス「UrSTUDX（ユアスタディクス）」を開始。
- 2024年（令和6年)11月-社名を株式会社教育図書二十一に変更